# Bành Tổ
Về vị tướng cùng tên nhà Tây Tấn, xem bài Vương Tuấn (Bành Tổ); về vị thủ lĩnh khởi nghĩa Bạch Liên giáo có xước hiệu là Bành Tổ, xem bài Bành Oánh Ngọc
Bành Tổ (khoảng 1237/1214 TCN — khoảng 1100 TCN) tức Bành Khang, là một nhân vật trong truyền thuyết Trung Hoa được cho là sống lâu gần 800 tuổi.

## Sự tích

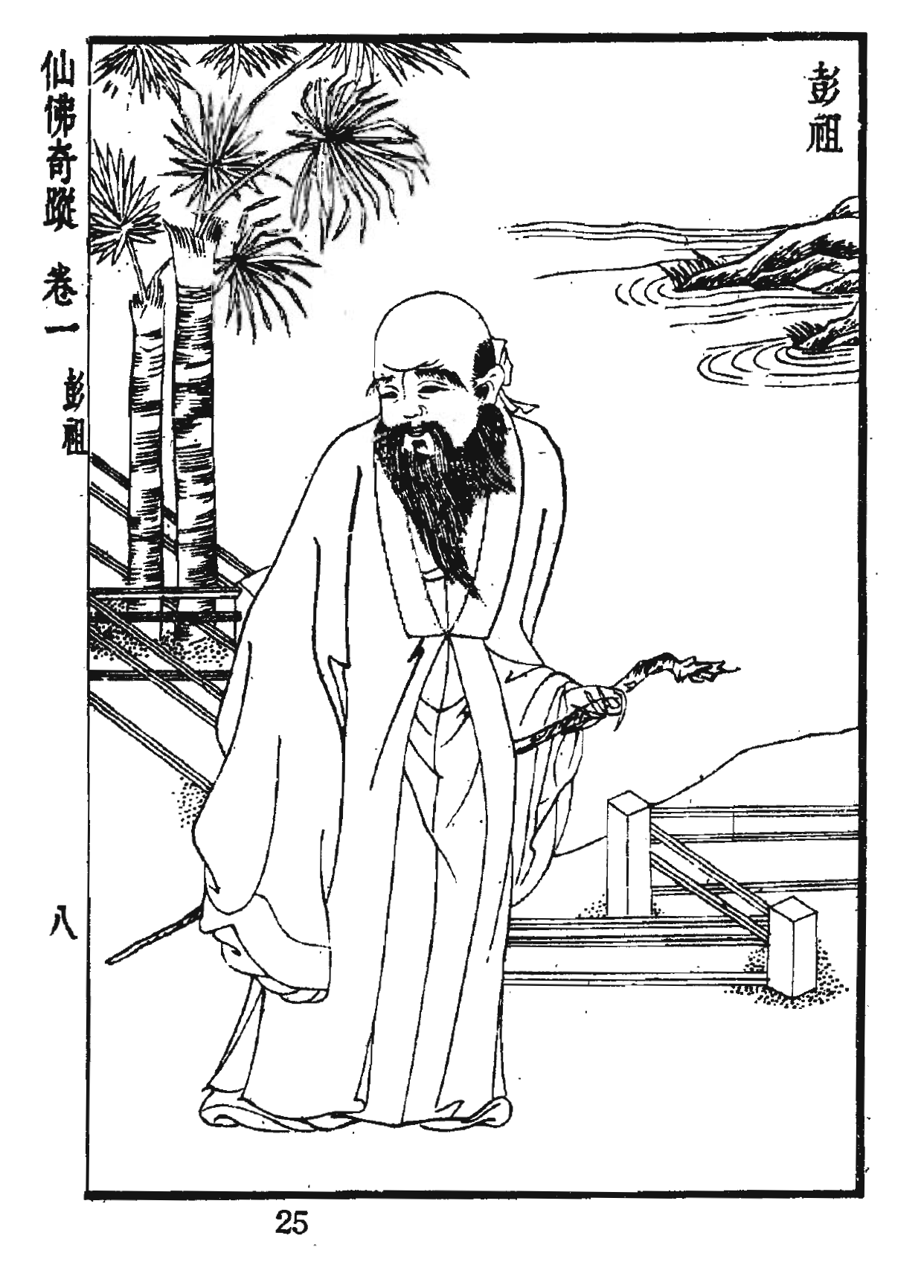
Bành Tổ

Thời xưa, nhà nọ sinh được một bé trai kháu khỉnh, mặt mũi sáng sủa, đặt tên là Bành Nhi. Có một vị thầy bói đi qua thấy chú bé liền thất kinh nói rằng: "Tội nghiệp, thằng bé đĩnh ngộ thế mà 10 tuổi đã phải chết!"
Cha mẹ cậu bé hoảng hốt, xin thầy cứu giúp. Thầy liền bảo cha mẹ cậu bé phải làm theo đúng các bước ông chỉ dẫn.
Sáng hôm sau, Bành Nhi bèn bưng một mâm đào vừa to vừa ngon lên núi, tới nơi thầy bói dặn, thì thấy ở nơi đó suối chảy, hạc bay, mây vờn tùng bách, trên một tảng đá phẳng có hai ông tiên đang ngồi đánh cờ tướng. Bành Nhi rón rén lại gần, nhẹ nhàng đặt mâm đào xuống rồi vòng tay ngồi đợi. Hai ông tiên mải đánh cờ, thấy có đào ngon bèn cứ thế cầm lên, vừa đánh cờ vừa thưởng thức đào.
Khi đánh xong ván cờ, hai vị tiên mới phát hiện ra chú bé dâng đào lấy làm thích lắm, bèn hỏi chuyện. Bành Nhi bèn kể hết mọi chuyện của cậu. Té ra hai vị tiên đó là Nam Tào và Bắc Đẩu, giữ sổ sinh tử trên Thiên đình. Giở sổ ra, hai ông thấy số tuổi của Bành Nhi đến số 10 là hết. Cả hai bèn bàn nhau thêm một nét phẩy lên trên chữ "thập", biến chữ "thập" (十) thành chữ "thiên" (千, hay nghìn). Thế là Bành Nhi được sống đến nghìn tuổi. Từ sự tích này mới có câu "Sống lâu như ông Bành Tổ".
Theo một truyền thuyết khác Bành Tổ mồ côi cha từ khi còn trong bụng mẹ. Lên ba tuổi thì mẹ cũng qua đời. Từ đó Bành Khang lớn lên trong cảnh lang thang.
Một hôm Bành Khang nấu một nồi canh gà rừng dâng lên Ngọc Hoàng. Ngọc Hoàng ưng ý, và để trọng thưởng liền bảo: "Nhà ngươi đếm xem trên mình gà rừng có bao nhiều sợi lông màu sắc rực rỡ, thì nhà ngươi sống được bấy nhiêu tuổi". Bành Khang tìm lại đống lông gà, đếm được 1000 sợi. Bành Tổ đã lẳng lặng đến một vùng hẻo lánh phía tây nước Lưu Sa , để lẩn tránh sự dò hỏi của mọi người về bí quyết sống lâu, sống nốt quãng đời còn lại của mình.

## Điển cố Văn học
Bành Tổ: Chỉ người sống lâu.
Theo "Thần tiên truyện" thì Bành Tổ là người họ Điền tên Khanh, là cháu 6 đời vua Chuyên Húc, con trai thứ ba của Lục Chung. Vua Nghiêu phong cho ông đất Đại Thành (tức Bành Thành - Từ châu) lập ra Đại Bành thị quốc, vì thế nên gọi ông là Bành Tổ. Trải qua nhà Hạ đến cuối nhà Ân, ông đã 767 tuổi mà vẫn còn khoẻ, được mời ra giữ chức Đại phu. Thuở nhỏ, ông thích điềm tĩnh, không thiết gì công danh phú quý, chủ việc dưỡng sinh. Khi phải ra làm quan, ông thường cáo ốm ở nhà không dự gì đến chính sự.
Tương truyền ông có tới 49 lần góa vợ, có một huyền thoại khác kể về cái chết của Bành Tổ như sau: bấy giờ Ngọc Hoàng Thượng đế nghe Thiên Lý Nhãn và Thuận Phong Nhĩ tâu rằng dưới trần gian có một ông già ngồi câu cá ở bờ Vị Thủy rất lâu rồi, ngồi đến nỗi tảng đá lõm thành hình cái mông đít mà sao chẳng thấy ông ấy chết. Ngọc Hoàng bèn sai Nam Tào và Bắc Đẩu hóa thành người phàm đi tuần du chốn nhân gian, khi đến bờ sông Vị thấy một ông già ngồi câu cá bèn hỏi: "Thưa cụ, cụ ngồi đây có bao giờ thấy hiện tượng nước chảy xuôi hòn đá trôi ngược không ạ?". Bành Tổ cười lớn nói: "Ta ngồi câu cá ở đây đã 800 năm chưa bao giờ thấy có chuyện như thế cả, các anh định hỏi đùa ta chắc?". Nam Tào và Bắc Đẩu bèn hỏi: "Thưa cụ, vậy cụ tên gì ạ?". Sau khi Bành Tổ nói họ tên thì Nam Tào và Bắc Đẩu biến mất về tra lại sổ sinh tử thấy không có ai tên như vậy đoán chắc lúc người này sinh ra mình đang bận gì nên sót tên không ghi bèn viết tên Điền Khanh vào sổ sinh của Bắc Đẩu rồi lấy sổ tử của Nam Tào ra gạch đi, Bành Tổ ở dưới trần an giấc thiên thu.

## Tư tưởngĐạo gia
Theo Trang Tử: Thiên địa mạc đại vu thu hào chi mạt, nhi đại sơn vi tiểu; mạc thọ vu thương tử, nhi Bành Tổ vi yểu. Thiên địa dữ ngã tịnh sinh, vạn vật dữ ngã vi nhất.
Dịch: Thiên hạ không có gì lớn bằng cái đầu chiếc lông của chim và thú vào mùa thu; còn núi Thái thì nhỏ. Không có gì sống lâu bằng đứa trẻ chết non; còn ông Bành Tổ thì chết yểu. Trời đất với ta cùng sinh ra; vạn vật với ta là một.